# Metro van Jinan
De metro van Jinan (Chinees: 济南地铁, Pinyin: Jǐnán Dìtiě) is een vorm van openbaar vervoer in de Chinese provinciehoofdstad Jinan, in de kustprovincie Shandong. Jinan Metro werd ingehuldigd met een eerste lijn op 1 april 2019.  Eind 2019 werd lijn 3 als tweede lijn in gebruik genomen. In 2021 werd lijn 2 geopend. Daarmee bestond het metrosysteem uit 84,3 km spoor en 40 stations waarvan twee met overstapmogelijkheden. Het metronetwerk kende in 2020 gemiddeld 232.000 reizigers per dag (8.468.000 over heel 2020). Het hoogste aantal reizigers op een dag tot heden kwam voor op 4 april 2021 toen 335.000 reizigers gebruik maakten van de metro voor een verplaatsing.
Op 1 april 2019 opende een eerste metrolijn, lijn 1, bovengronds aangelegd tussen 2015 en 2019 met een traject van 26,3 km lengte bediend door 11 stations. Deze lijn 1 vormt ruwweg de noord-zuidverbinding in het westelijk deel van de stad. Op 28 december 2019 opende een tweede metrolijn, lijn 3, met noordoost-zuid oriëntatie. De volledig ondergrondse lijn met 12 stations had oorspronkelijk een traject van 21,6 km. Op 26 maart 2021 volgde lijn 2, een derde lijn die dwars op beide voorgaande lijnen een oost-west traject van 36,4 km volgt. 34,8 km van deze lijn ligt ook ondergronds. De lijn wordt bediend door 19 stations waarvan de westelijke terminus, Wangfuzhuang, overstap biedt op lijn 1 en een ander station, Bajianpu, overstapmogelijkheid biedt naar lijn 3. In november 2024 werd een verlenging van lijn 3 ingehuldigd van Tantou naar Jichangnan, op dit deeltraject van 12 km werden zes bijkomende metrostations in dienst genomen. De nieuwe terminus bedient de internationale luchthaven Jinan Yaoqiang. Lijn 4 is in constructie en wordt volgens planning in 2026 in dienst genomen. Vier andere lijnen zijn nog in planningfase.

## Lijnen
| Lijn | Logo  | Eindbestemmingen             | Geopend          | Lengte  | Stations |
| ---- | ----- | ---------------------------- | ---------------- | ------- | -------- |
| 1    |       | Fangte - Gongyanyuan         | 1 april 2019     | 26,3 km | 11       |
| 2    |       | Wangfuzhuang - Pengjiazhuang | 26 maart 2021    | 36,4 km | 19       |
| 3    | 118pc | Jichangnan - Longdong        | 28 december 2019 | 33,7 km | 18       |